# بيتر موثاريكا
آرثر بيتر موثاريكا (بالإنجليزية: Peter Mutharika)‏ (ولد 18 يوليو 1940) هو سياسي مالاوي، وأستاذ جامعي ومحامي، وهو رئيس مالاوي منذ 31 مايو 2014. عمل موثاريكا على مستوى العالم في مجال العدالة الدولية. وهو خبير في القانون الاقتصادي الدولي والقانون الدولي والقانون الدستوري المقارن. عمل بشكل غير رسمي كمستشار لأخيه الأكبر، الرئيس بينجو وا موثاريكا، في قضايا السياسة الخارجية والداخلية منذ بداية حملته الانتخابية وحتى وفاة الرئيس في 5 أبريل 2012.
وقد شغل أيضًا مناصب كوزير للعدل ثم وزير للتعليم والعلوم والتكنولوجيا. شغل موثاريكا أيضًا منصب وزير الخارجية من عام 2011 إلى عام 2012. تم تكليفه بالمساعدة في توطيد العلاقات بين مالاوي والمملكة المتحدة بسبب تدهور العلاقات الدبلوماسية بين البلدين بعد مشكلة كوكرين-دييت. ترشح بيتر موثاريكا للرئاسة بصفته مرشح الحزب الديمقراطي التقدمي (DPP)، وأصبح رئيسًا لمالاوي في انتخابات 2014، ثم أُعيد انتخابه في انتخابات عام 2019، إلا أنه جرى طعن على نزاهة تلك الانتخابات وقضت المحكمة الدستورية ببطلانها وإجراء انتخابات جديدة.

## مساره الوظيفي

### قديما
حصل موثاريكا على شهادة الحقوق من جامعة لندن في عام 1965. ثم حصل على الدكتوراه من جامعة ييل في عام 1969. وعمل أستاذًا جامعيا، حيث قام بالتدريس في جامعة دار السلام (في تنزانيا)، وجامعة أديس أبابا (إثيوبيا)، وجامعة روتجرز (الولايات المتحدة الأمريكية)، ومعهد الأمم المتحدة للتدريب والبحث لبرنامج ضباط الخدمة الخارجية من إفريقيا وآسيا بجامعة ماكيريري (أوغندا)، ولمدة 37 عامًا  في جامعة واشنطن (الولايات المتحدة الأمريكية)، وعمل كأستاذ زائر في كلية لندن للاقتصاد (المملكة المتحدة). كما عمل مستشارًا لمبادرة سيادة القانون لجمعية المحامين الأمريكية في إفريقيا.

### حديثا
ساعد كمستشار في الحملة الانتخابية لشقيقه بينجو وا موثاريكا، لإعادة انتخابه رئيسا في عام 2009. وكان في عام 1995 قد دعا إلى الحد من السلطات الرئاسية في مالاوي. ثم دخل السياسة المالاوية حيث أصبح وزيراً في مجلس الوزراء الذي ساعد في إنشائه. كما واصل العمل كمستشار للرئيس في القضايا السياسة الخارجية والداخلية حتى وفاة أخيه الرئيس في عام 2012.

### التحكيم الدولي
كان موثاريكا جزءًا من محكمة مكونة من ثلاثة أشخاص تحكم في القضايا الدولية. في أغسطس 2011، قرر موثاريكا الاستقالة من قضيتين قضائيتين دوليتين لدى المركز الدولي لتسوية المنازعات الاستثمارية ضد دولة زيمبابوي حيث رفع مستثمرون أجانب دعوى قضائية ضد حكومة زيمبابوي بسبب انتهاكاتها لمعاهدات الاستثمار الثنائية. كانت استقالته بسبب المخاوف من حياده بسبب ارتباطات أخيه بينجو موثاريكا الوثيقة مع حكومة موغابي في زيمبابوي.

## الحياة السياسية

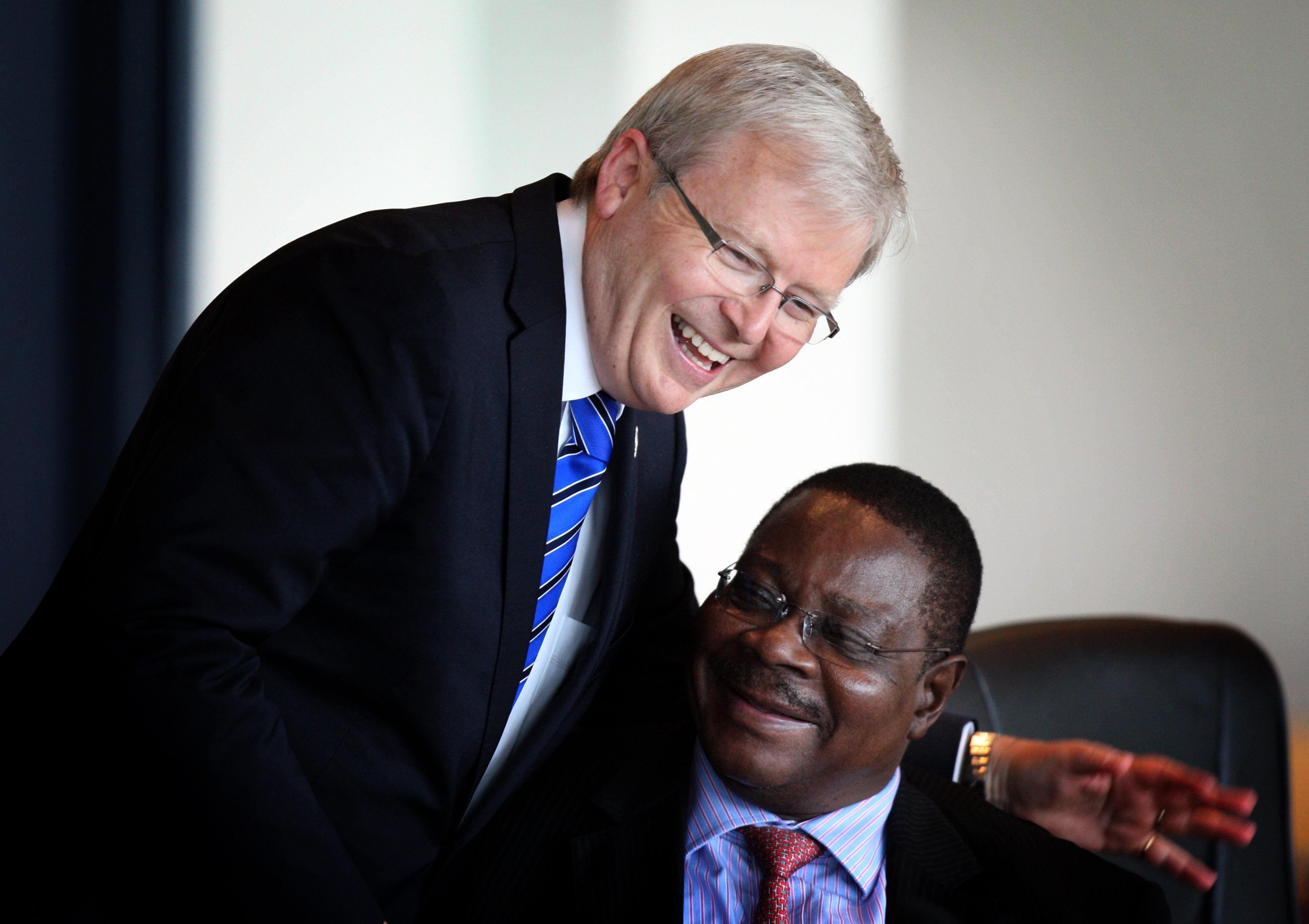
موثاريكا مع وزير الخارجية الأسترالي كيفين رود

موثاريكا هو رئيس الحزب الديمقراطي التقدمي DPP في ملاوي. في مايو 2009 تم انتخابه عضواً في البرلمان الملاوي وعينه أخوه بينجو وا موثاريكا في مجلس الوزراء الملاوي وزيراً للعدل والشؤون الدستورية. ثم أصبح وزيراً للتربية والعلوم والتكنولوجيا، وبحلول 8 سبتمبر 2011 كان وزيراً للخارجية في «مجلس الحرب» الجديد.

### مشاكل الحزب الديمقراطي التقدمي
في عام 2010، تصاعد التوتر داخل الحزب بسبب الادعاءات بأن الرئيس بينجو وا موثاريكا يعتزم تعيين أخيه بيتر موثاريكا كخليفة في الحزب على حساب نائبة الرئيس -آنذاك- جويس باندا. تم فصل نائبة الرئيس لاحقًا من الحزب، وأنشأت حزبها الجديد، حزب الشعب (PP). استقال بعض الأشخاص في الحزب الديمقراطي التقدمي بسبب إقالة نائبة الرئيس. وتماشياً مع قوانين مالاوي، ظلت جويس باندا نائبة رئيس البلاد على الرغم من خروجها من الحزب الديمقراطي التقدمي.

#### رئاسة الحزب الديمقراطي التقدمي
في أغسطس 2011، وافق مجلس إدارة الحزب الديمقراطي التقدمي على تقديم بيتر موثاريكا كمرشح رئاسي لانتخابات 2014. جاء هذا الإعلان بعد أيام قليلة من احتجاجات 20 يوليو 2011 حيث نُظمت إضرابات على مستوى البلاد ضد نظام بينجو موثاريكا. وصرح الأمين العام للحزب، واكودا كامانجا أن القرار اتخذ على الرغم من الاحتجاجات لأن الحزب يعتقد أن «الغضب سيتلاشى». وأدى هذا التأييد أيضًا إلى إقالة أولئك الذين عارضوا عملية الترشيح داخل الحزب بمن فيهم النائب الأول للرئيس جويس باندا والنائب الثاني للرئيس كومبو كاشالي.

### الجدل حول جنسيته الأمريكية
كان ترشيح بيتر موثاريكا لمنصب وزير في الحكومة وأهليته للرئاسة مثار جدل بسبب التكهنات والشك بشأن جنسيته المالاوية. صرّح مصطفى حسين، وهو محاضر سياسي وإداري كبير في جامعة مالاوي، أنه «يجب النظر إلى أهليته في سياق كونه مالاويًا، وسيبلغ عمره 35 عامًا بحلول عام 2014، ولم يدان بأي من الأنشطة الإجرامية على مدى السنوات السبع الماضية.». بالرغم من أن قوانين مالاوي لا تسمح بالجنسية المزدوجة، وكان هناك تكهنات خاطئة بأنه حصل على الجنسية الأمريكية أثناء وجوده في الولايات المتحدة، وبالتالي، فقد تخلى عن جنسيته المالاوية كما ينص القانون. إلا أن السفارة الأمريكية في ليلونغوي أكدت أنه ليس مواطنًا أمريكيا بل يحمل البطاقة الخضراء. صرح الحزب الديمقراطي التقدمي الحاكم بأن موثاريكا هو مواطن مالاوي وسيرشح نفسه للرئاسة كمواطن مالاوي وليس مواطنًا أمريكيًا. كان هناك جدل بأنه، بصفته حائزًا على البطاقة الخضراء الأمريكية، فهو يدين بالولاء للولايات المتحدة. كما أنه لا يمكن إدارة دولة من قبل شخص سيقضي ما لا يقل عن ثلاثة أشهر في الولايات المتحدة سنويًا للاحتفاظ بالإقامة الدائمة. وفي فبراير 2014، تخلى موثاريكا عن البطاقة الخضراء ووضع الإقامة الدائمة.

### انتخابات 2014
تم انتخاب بيتر موثاريكا رئيسًا في انتخابات 2014. وأدى اليمين الدستورية كرئيس في 31 مايو 2014. وقام بتشكيل حكومته في يونيو 2014، حيث تولى موثاريكا مسؤولية حقيبة الدفاع بنفسه. وعين الخبير الاقتصادي المخضرم غودال غوندوي وزيراً للمالية وعين أحد المرشحين الرئاسيين المهزومين، أتوبيل مولوزي، وزيراً للموارد الطبيعية والطاقة والتعدين.
اعتبارا من يونيو 2014، دعم تنويع الزراعة في مالاوي لزراعة محاصيل أخرى إلى جانب التبغ.
تميزت ولايته الأولى بسخط شعبي قوي بسبب الفساد ونقص الغذاء وانقطاع التيار الكهربائي. وفي عام 2018، خرج الآلاف من الناس إلى الشوارع في العديد من المدن في جميع أنحاء البلاد للتنديد بفضائح الفساد. حيث اتهموه بأنه متورط في قضية رشوة، ويشتبه في أنه تلقى أكثر من 200000 دولار من رجل أعمال حصل على عقد بملايين الدولارات مع الشرطة.

### 2019 انتخابات
في 21 مايو 2019، أجريت في ملاوي انتخابات عامة لانتخاب رئيس جديد وأعضاء في البرلمان ومستشاري الحكومة المحلية. تم ترشيح بيتر موثاريكا واعتماده كمرشح رئاسي للحزب الديمقراطي التقدمي. وكان منافسه الرئيسي الدكتور لازاروس ماكارثي تشاكويرا من حزب مؤتمر مالاوي (MCP). وساولوس تشيليما، الذي كان نائبًا للرئيس موثاريكا منذ عام 2014. وشابت الانتخابات جدلا وادعاءات بالتزوير من قبل حزب موثاريكا. وفي بعض المناطق مثل نسانيي وتشيكواوا في الطرف الجنوبي من مالاوي، اتُهم موظفو اللجنة الانتخابية في مالاوي الذين يديرون الانتخابات بتغيير النتائج الرئاسية مع تشاكويرا لصالح موثاريكا. تم إلقاء القبض على فريد توماس، أحد موظفي الاقتراع في المقاطعة في نسانيي، حيث وجد أنه يتلاعب بأوراق نتائج الانتخابات. تم الإبلاغ عن قضايا مماثلة تتعلق بتزوير الأصوات وتهديد مراقبي الأحزاب السياسية المعارضة من قبل الحزب الديمقراطي التقدمي في مقاطعات أخرى مثل زومبا وتيولو ومولانجي وليلونغوي ونخوتاكوتا. تأثرت أيضًا الكثير من أوراق النتائج بالعبث بما يسمى "tippexing". فقد حصلت بلطجية سياسية ممن يُعتقد أنهم من الحزب الديمقراطي التقدمي، وجرى تغيير الأرقام من خلال «محو» الأرقام الأصلية من خلال تطبيق tippex. وأدى ذلك إلى تسمية الانتخابات باسم «انتخابات تيبكس»، بل وتسمية موثاريكا لاحقًا باسم «رئيس تيبكس». في 27 مايو 2019 وعلى الرغم من جميع المخالفات، أعلنت رئيس المحكمة العليا في مالاوي، القاضية جين أنساه، أن موثاريكا هو الفائز في الانتخابات المثيرة للجدل بحصوله على 1940709 صوتًا مقابل 1781.740 لأفضل منافس، وهو لازاروس تشاكويرا من MCP. وأدى موثاريكا اليمين بعد ذلك في 28 مايو 2019 لفترة ولاية جديدة مدتها خمس سنوات. ثم تقدمت الأحزاب المعارضة MCP وUTM بطلب إلى المحكمة العليا في مالاوي لإلغاء نتائج الانتخابات وإجراء انتخابات أخرى. في هذه الأثناء، واصل أنصار المعارضة إجراء المظاهرات منذ ذلك الحين ضد تزوير الانتخابات.
في 3 فبراير 2020، وصل قضاة المحكمة الدستورية إلى محكمة العاصمة ليلونغوي لإعلان حكم طال انتظاره بشأن تلك الانتخابات الرئاسية المتنازع عليها، حيث كانوا يسافرون في مركبة عسكرية تحت حراسة مشددة من الشرطة. تناوب القضاة على قراءة القرار المكون من 500 صفحة على مدار أكثر من سبع ساعات. قضت المحكمة الدستورية المالاوية بإلغاء انتخابات 21 مايو 2019، وخلصت إلى أنها كانت مزورة وليست حرة ونزيهة. واستشهدت بالغش المتفشي، والعبث بالنتائج، والعديد من الممارسات الخاطئة الأخرى. وقالت إن انتخاب موثاريكا لم يتم حسب الأصول وبالتالي لم يعد رئيسًا. وأوقفت جميع النواب والمستشارين عن عملهم. كما أمرت بإجراء انتخابات جديدة خلال 150 يومًا. كان هذا الحكم غير مسبوق في مالاوي، وهو الثاني فقط في إفريقيا، بعد قرار المحكمة العليا في كينيا بشأن الانتخابات الرئاسية الكينية لعام 2017.

### معلومات شخصية

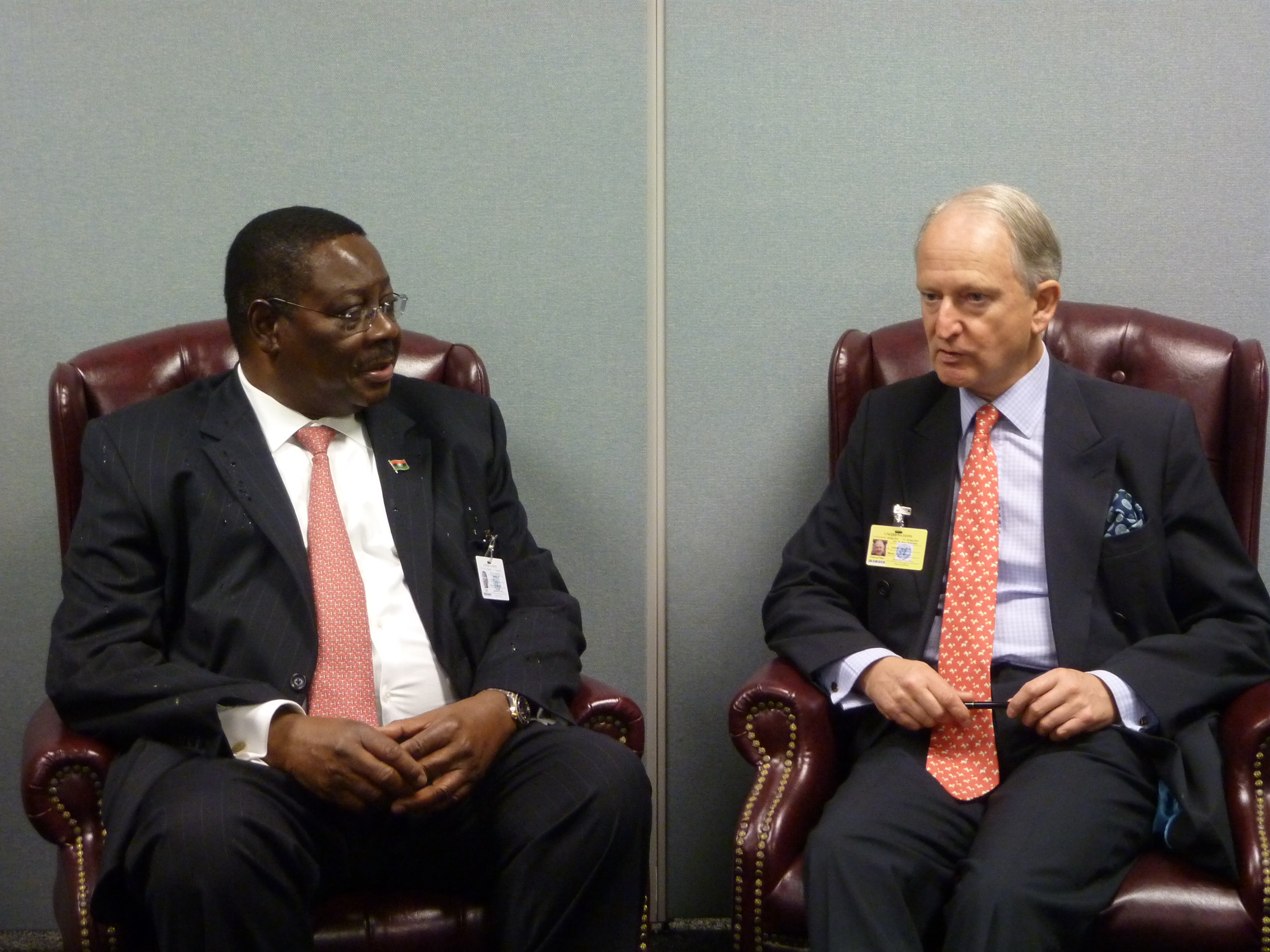
موثاريكا يلتقي هنري بيلينجهام من وزارة الخارجية البريطانية

بيتر موثاريكا هو الشقيق الأصغر لبينجو وا موثاريكا، الرئيس الثالث لمالاوي.
وفقا لملفه الشخصي الذي نشره الحزب الديمقراطي التقدمي، فقد توفيت زوجة موثاريكا الأولى كريستوفين، وكانت كاثوليكية، من منطقة البحر الكاريبي ولديه ابنتان وابن. وتزوج في 21 يونيو 2014 من جيرترود ماسيكو، وهي عضو في برلمان مالاوي.
وهو عضو ملتزم في الكنيسة المشيخية.

### أعمال مختارة
- أمن الاستثمار الأجنبي في أفريقيا جنوب الصحراء: السياسات الناشئة والأطر القانونية (كتاب)
- «المساءلة عن الانتهاكات السياسية في مالاوي ما قبل الديمقراطية: أولوية الحقيقة» - الدراسات القانونية في العالم الثالث، 2003.
- «مناهج العدالة التصالحية في مالاوي»، مؤتمر قانون الكومنولث الثالث عشر، ملبورن، أستراليا، أبريل 2003.
- «النظام القانوني في مالاوي»، النظم القانونية في العالم (2002)
- «بعض الأفكار حول إعادة بناء قدرة الدولة الإفريقية»، مجلة جامعة واشنطن الفصلية (1998)
- «خلق مناخ استثماري جذاب في منطقة شرق وجنوب إفريقيا (الكوميسا)،» مجلة قانون الاستثمار الأجنبي (1997)
- «دور مجلس الأمن التابع للأمم المتحدة في إدارة السلام في أفريقيا: بعض المقترحات»، مجلة ميتشيغان للقانون الدولي (1996)
- «الدستور الديمقراطي لعام 1995 في ملاوي»، مجلة القانون الأفريقي (1996)
- «دور القانون الدولي في القرن الحادي والعشرين: منظور أفريقي»، مجلة فوردهام للقانون الدولي (1995) وأعيد طبعه في نشرة قانون الكومنولث (1995).
- «تنظيم حالات انعدام الجنسية بموجب القانون الدولي والوطني»، منشورات أوشينا (1986)
- «الأجنبي بموجب القانون الأمريكي»، منشورات أوشينا (1988)
- «القانون الدولي للتنمية»، منشورات أوشينا (1995)
- «عمل المجلس الدولي للتعاون الإنساني»، مجلة أفريقية (2003)

### جوائز
حصل على الجوائز التالية؛
- جائزة الحقوقيين الدولية، 2008
- جائزة القيادة الأفريقية، 2016 وميدالية الشرف، 2016
- دكتوراه في الآداب، جامعة أديس أبابا، إثيوبيا في عام 2016
- الاستشهاد بجدارة، مجلس شيوخ ولاية جورجيا، 2016
- أستاذ فخري، جامعة الأعمال الدولية والاقتصاد، بكين، الصين، 2018
- جائزة نيلسون مانديلا للقيادة، المؤتمر المعمداني الوطني، 2018
- دكتوراه في الآداب، جامعة واشنطن، 2018
- رئيس النقاشات السياسة، كلية جاكرتا الإندونيسية، 2019

### المناصب الدولية
- رئيس الرابطة الدولية للدراسات القانونية في العالم الثالث، 1986-1993
- بطل تجديد الصندوق العالمي، 2018-2019
- عضو في لجنة رؤساء الدول الإفريقية العشرة المؤيدة للنهوض بالتعليم والعلوم والتكنولوجيا، التي عينها الاتحاد الأفريقي 2018
- بطل، الشراكة العالمية للتعليم
- بنك التنمية الأفريقي، بطل الشباب
- مشارك في عقد، اللجنة العالمية لتمويل التعليم
- بطل، الجوانب المتعلقة بالتجارة لحقوق الملكية (تريبس)
- بطل الأمم المتحدة "HeForShe"
- بطل الشباب العالمي لصندوق الأمم المتحدة للسكان
- مستشار في مجلس التعاون الاقتصادي والتجاري للشباب الأفريقي (ETCAY)
- رئيس مجلس إدارة لجنة الأمم المتحدة الاقتصادية والتجارية لأفريقيا

## روابط خارجية
- السيرة الذاتية لبيتر موثاريكا
- Mutharika's speech at his brother's funeral على يوتيوب

 Ephraim Chiume
| المناصب السياسية | المناصب السياسية | المناصب السياسية |
| ---------------- | ---------------- | ---------------- |
| سبقه Etta Banda  | وزير الخارجية    | تبعه             |
| سبقه جويس باندا  | رئيس مالاوي      | الحالي           |